# Tramway de Görlitz
Le tramway de Görlitz est le réseau de tramways de la ville de Görlitz, en Allemagne. Il comporte deux lignes, et totalise 10,3 km de voiries.

## Réseau actuel

### Aperçu général
Le réseau compte 2 lignes :
- 1 : Weinhübel — Dworzec — Demianiplatz — NeißePark
- 2 : Biesnitz Landeskrone — Dworzec — Demianiplatz — Königshufen Am Wiesengrund